# Литейный двор
Литейный двор — одно из крупнейших промышленных предприятий Санкт-Петербурга XVIII века. Располагался на южном берегу Невы в районе начала Фонтанки. Представлял собой совокупность хозяйственных построек, состоявших из бревенчатого литейного амбара (склада), кузницы (c горном), ряда мастерских (для изготовления лафетов, ящиков) и слобод для рабочих. Главная просека, соединявшая Невский проспект с Невой, послужила основой Литейного проспекта. Станки (сверлильные, токарные) приводились в движение конской тягой, гидравлический привод не применялся. Плавка длилась до 12 часов.

## История

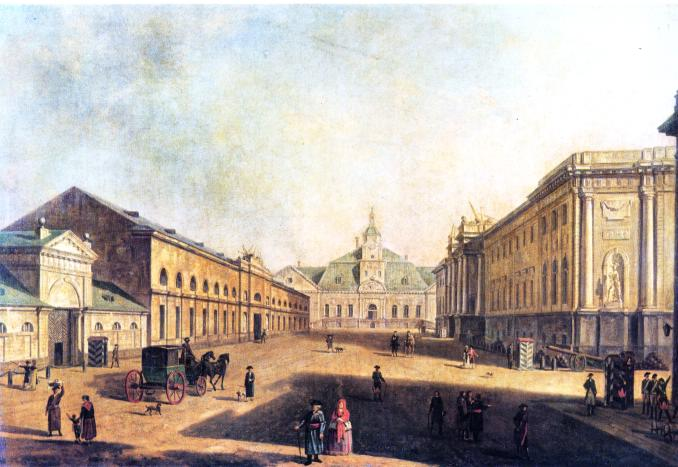
вид на Литейный двор: Литейный дом (в центре), Старый и Новый арсеналы (справа и слева) на Литейном проспекте. Ф. Я. Алексеев, кон. XVIII века.

Литейный двор (Пушечно-Литейный двор) был заложен в 1711 году на левом берегу реки Невы за Безымянным Ериком (Фонтанка) — сейчас это место въезда на Литейный мост. Территория была приобретена у стольника П. Бутурлина за 150 рублей. Строительством руководил инженер В. И. де Геннин, а с 1713 — генерал-фельдцейхмейстер Я. В. Брюс.
Все постройки сперва были деревянными — сначала был построен «Литейный амбар», где в 1713 году были отлиты первые медные пушки, а через год был построен «Пушечный двор», для хранения готовой продукции. На Литейном дворе находились кузница, слесарная, лафетная, токарная, паяльная, столярная и др. мастерские, где изготовлялись лафеты, зарядные ящики, фуры, конская упряжь, отливались колокола. В 1716 году на берегу р. Невы была построена пристань.
В 1715 рядом с Пушечным двором были построены новые здания, получившие название Нового Пушечного двора, в них разместились мастерские и помещения технического назначения, а позже и Канцелярия главной артиллерии и фортификации. Старый пушечный двор стал использоваться в качестве складских помещений, в нём существовало даже хранилище редких исторических «достопамятных предметов». Рабочие жили рядом с Литейным двором: в Литейной и Пушкарской слободах. От Литейного двора до Большой першпективной дороги (современный Невский проспект) была прорублена просека, которая в настоящее время носит название Литейного проспекта. В январе 1714 года на Литейном дворе трудились 37 человек, однако за период с 1714 года по 1720 год количество рабочих возросло до 200 человек за счет оружейников, переведенных из Москвы и Тулы, пленных шведов и каторжников.  В 1731 году рядом была построена Сергиевская церковь.
В 1732—1735 годах Литейный амбар (или Литейный дом) был перестроен в камне. Нижний этаж почти полностью использовался как склад, а на 2-м этаже находились литейные печи, сушильня, формовочная мастерская, отделение для калибровки снарядов. 
В 1851 году постройки Литейного дома были снесены и Литейный проспект получил выход к Неве, к возведённому Литейному мосту, а производственные и складские помещения Арсенала переведены на Выборгскую сторону.
На месте снесенного Сергиевского собора в 1933—1934 годах по проекту архитектора И.Ф. Безпалова построили административное здание.

### Арсенал

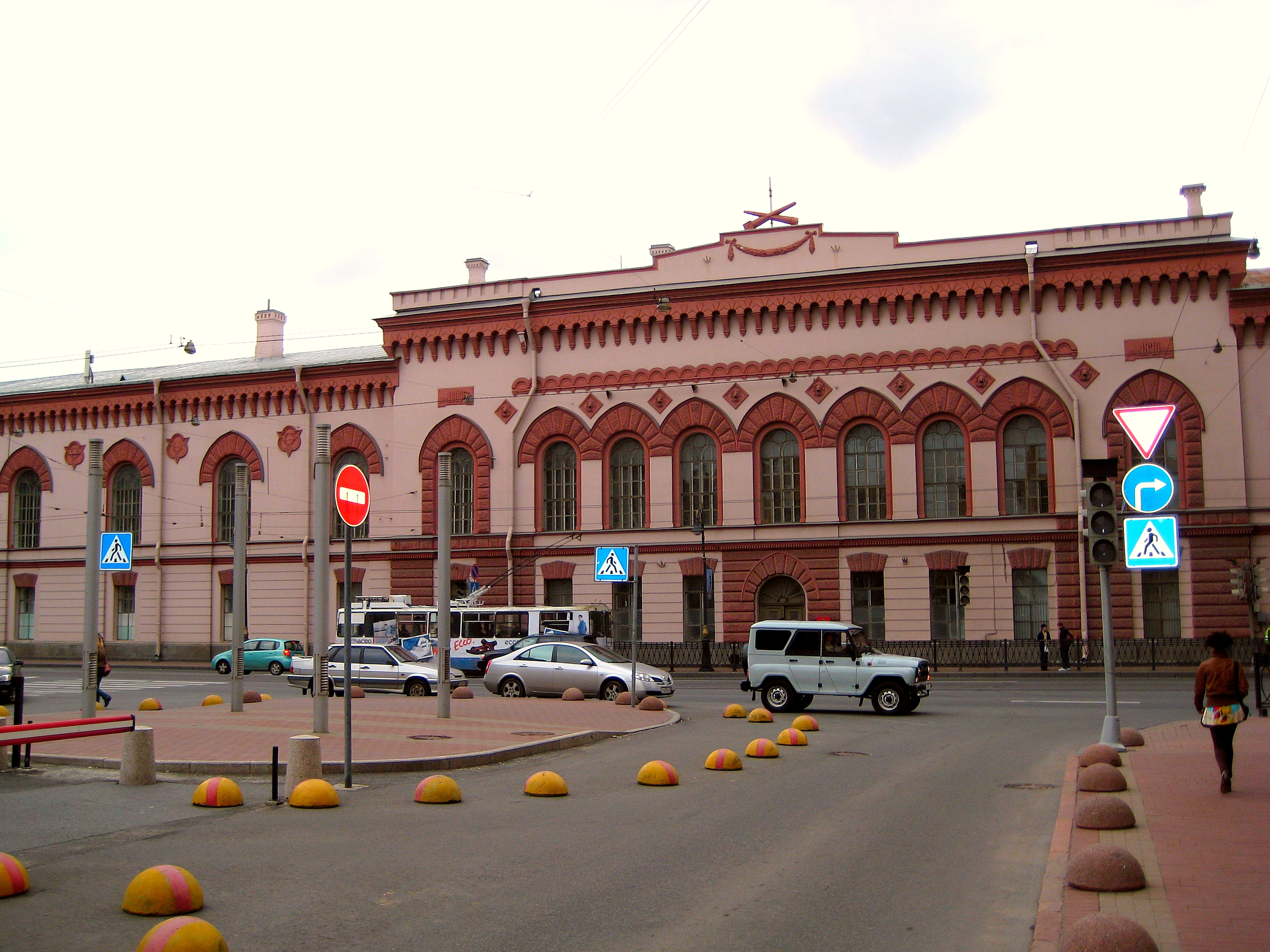
Бывшее здание Нового Арсенала. Санкт-Петербург, Литейный пр. д 3

В 1712—1714 годах по указу Петра I был образован Санкт-Петербургский артиллерийский арсенал для производства и хранения артиллерийских орудий, боеприпасов и амуниции, а также построено два пороховых завода, один из них на реке Охте.
Согласно штатам 1738 года, Санкт-Петербургский арсенал содержал на довольствии 260 человек, к 1807 году их было уже 732. В его состав входили следующие  заведения и мастерские пушечно-литейного двора: чертежная, лафетная, столярная, токарная, кузнечная, слесарная, паяльная, литейная, инструментальная, шорная (конская ременная упряжь), сверлильная, чеканная, малярная и др. хозяйственные и казарменные помещения.
В 1776 году, вместо деревянного Пушечного двора, генерал-фельдцейхмейстер князь Г. Г. Орлов построил на Литейном проспекте каменное трёхэтажное здание Главного Арсенала (Литейный пр. д 4), получившего с 1799 года название Старый Арсенал. С 1860-х годов в этом здании размещался Петербургский окружной суд, а в 1931—1932 годах на его месте был построен Большой дом.
На противоположной стороне Литейного проспекта (Литейный пр. д 3), на месте Нового Пушечного двора, в 1798—1810 годах по проекту архитектора Ф. И. Демерцова возведены корпуса Нового Арсенала. В 1866 году здесь расположился Орудийный завод для производства пушек, а потом — филиал Михайловской военной артиллерийской академии.
В 1850 году Новый Арсенал перевели на Выборгскую сторону (ул. Комсомола, 1, 2, 3) — сейчас там размещается завод «Арсенал».
Для хранилища редких исторических предметов в здании Кронверка Петропавловской крепости, в 1868 году, был открыт Артиллерийский музей.